# Alice in Chains (album)
Alice in Chains è il terzo album in studio dell'omonimo gruppo statunitense, pubblicato il 7 novembre 1995.

## Descrizione
Noto anche come Tripod (in italiano "tripode" o "treppiedi") a causa della copertina raffigurante il cane Sunshine (a volte erroneamente attribuito di proprietà del chitarrista Jerry Cantrell), privo di una zampa, e del retro, dove è ritratto l'uomo con tre gambe Frank Lentini, è l'ultimo lavoro della band registrato con Layne Staley alla voce. Il CD era inizialmente disponibile in due versioni, una con la custodia viola trasparente con una "spina" traslucida giallo-verde e l'altra con lo schema dei colori invertito, ma la prima è ormai fuori produzione.
Sebbene non abbia riscosso lo stesso successo del precedente Dirt, l'album ottenne comunque tre dischi di platino negli Stati Uniti nonostante non fu supportato da un tour. È considerato dai fan l'album più triste del gruppo per il suo ritmo compassato e per i testi lugubri come quelli di Grind, Head Creeps e Frogs.
Escludendo Grind, Heaven Beside You e Over Now, i testi furono tutti scritti da Staley.

## Tracce
1. Grind – 4:45 (Jerry Cantrell)
2. Brush Away – 3:22 (testo: Layne Staley – musica: Jerry Cantrell, Sean Kinney, Mike Inez)
3. Sludge Factory – 7:12 (testo: Layne Staley – musica: Jerry Cantrell, Sean Kinney)
4. Heaven Beside You – 5:28 (testo: Jerry Cantrell – musica: Jerry Cantrell, Mike Inez)
5. Head Creeps – 6:28 (Layne Staley)
6. Again – 4:05 (testo: Layne Staley – musica: Jerry Cantrell)
7. Shame in You – 5:36 (testo: Layne Staley – musica: Jerry Cantrell, Sean Kinney, Mike Inez)
8. God Am – 4:08 (testo: Layne Staley – musica: Jerry Cantrell, Sean Kinney, Mike Inez)
9. So Close – 2:46 (testo: Layne Staley – musica: Jerry Cantrell, Sean Kinney)
10. Nothin' Song – 5:40 (testo: Layne Staley – musica: Jerry Cantrell, Sean Kinney)
11. Frogs – 8:18 (testo: Layne Staley – musica: Jerry Cantrell, Sean Kinney, Mike Inez)
12. Over Now – 7:04 (testo: Jerry Cantrell – musica: Jerry Cantrell, Sean Kinney)

## Formazione
- Layne Staley - voce, chitarra ritmica
- Jerry Cantrell - chitarra solista, cori, voce
- Mike Inez - basso
- Sean Kinney - batteria

### Crediti
- Stephen Marcussen - Masterizzazione
- Toby Wright - produttore, missaggio
- Tom Nellen - ingegnere
- John Seymour - Assistente del missaggio
- Rocky Schenck - Fotografia
- Mary Maurer - Art Direction
- Sean Kinney - Artwork
- Doug Erb - design, Cover Design

## Classifiche
| Classifica (1995) | Posizione massima |
| ----------------- | ----------------- |
| Australia         | 5                 |
| Canada            | 5                 |
| Finlandia         | 13                |
| Germania          | 93                |
| Italia            | 21                |
| Norvegia          | 11                |
| Nuova Zelanda     | 28                |
| Paesi Bassi       | 75                |
| Regno Unito       | 37                |
| Stati Uniti       | 1                 |
| Svezia            | 11                |